# Liste der Staatsoberhäupter 1406
Übersicht
◄◄ | ◄ | 1402 | 1403 | 1404 | 1405 | Liste der Staatsoberhäupter 1406 | 1407 | 1408 | 1409 | 1410 | ► | ►►

Weitere Ereignisse

## Afrika
- Ägypten (Burdschiyya-Dynastie)
  - Sultan: an-Nasir Faradsch ibn Barquq (1399–1405, 1405–1412)

- Algerien (Abdalwadiden)
  - Sultan: Abu Abdallah Muhammad IV. (1402–1411)

- Äthiopien
  - Kaiser (Negus Negest): David I. (1382–1411)

- Ifriqiya (Ost-Algerien, Tunesien) (Hafsiden)
  - Kalif: Abd al-Aziz II. (1394–1434)

- Kanem-Bornu (Sefuwa-Dynastie)
  - König / Mai: Bir III. (1383–1415)

- Jolof (im heutigen Senegal)
  - Buur-ba Jolof N'Diklam Sare (1390–1420)

- Kano
  - König: Kanajeji (1390–1410)

- Marokko (Meriniden)
  - Sultan: Abu Said Uthman III. (1398–1420)

## Amerika
- Aztekenreich
  - Tlatoani: Huitzilíhuitl (1395–1417)

- Inkareich
  - Inka: Viracocha Inca (um 1410)

## Asien
- Ak Koyunlu
  - Herrscher: Qara Yülük Uthman (1389–1453)

- Champa
  - König: Jaya Indravarman VII. (1400–1441)

- China (Ming-Dynastie)
  - Kaiser: Yongle (1402–1424)

- Japan
  - Kaiser: Go-Komatsu (1392–1412)
  - Shōgun Ashikaga: Ashikaga Yoshikazu (1394–1423)

- Korea (Joseon-Dynastie)
  - König: Taejong (1400–1418)

- Persien 
  - Sultan (Timuriden-Dynastie): Khalil Sultan (1405–1406)
  - Sultan (Timuriden-Dynastie): Schah-Ruch (1406–1447)

- Siam
  - Ayutthaya
    - König: Ramracha (1395–1409)

  - Lan Na
    - König: Sam Fang Kaen (1401–1441)

  - Lan Xang
    - König: Samsaenthai (1372–1417)

  - Sukhothai
    - König: Sai Lüthai (1398–1419)

- Trapezunt
  - Kaiser: Manuel III. (1390–1417)

## Europa
- Andorra
  - Co-Fürsten:
    - Gräfin von Foix: Isabelle (1398–1428)
    - Graf von Foix: Archambaud de Grailly (1398–1412)
    - Bischof von Urgell: Galcerand de Vilanova (1388–1415)

- Byzantinisches Reich
  - Kaiser: Manuel II. Palaiologos (1391–1425)

- Dänemark (1397–1523  Personalunion mit Norwegen und Schweden)
  - Königin: Margarethe I. (1387–1412)
  - König: Erich VII. (1397–1439)

- Deutschordensstaat
  - Hochmeister: Konrad von Jungingen (1393–1407)

- England
  - König: Heinrich IV. (1399–1413)

- Frankreich
  - König: Karl VI., der Wahnsinnige (1380–1422)
  - Bretagne
    - Herzog: Johann VI. (1399–1442)

- Heiliges Römisches Reich
  - König: Ruprecht von der Pfalz (1400–1410)
  - Kurfürstentümer
    - Erzstift Köln
      - Erzbischof: Friedrich III. von Saarwerden (1370–1414)

    - Erzstift Mainz
      - Erzbischof: Johann II. von Nassau (1397–1419)

    - Erzstift Trier
      - Erzbischof: Werner III. von Falkenstein (1388–1418)

    - Böhmen
      - König: Wenzel IV. (1378–1419)

    - Brandenburg
      - Markgraf: Jobst von Mähren (1388–1411)

    - Kurpfalz
      - Pfalzgraf: Ruprecht III. (1398–1410)

    - Sachsen
      - Kurfürst: Rudolf III. (1388–1419)

  - geistliche Fürstentümer
    - Hochstift Augsburg
      - Bischof: Eberhard II. von Kirchberg (1404–1413)

    - Hochstift Bamberg
      - Bischof: Albrecht von Wertheim (1399–1421)

    - Hochstift Basel
      - Bischof: Humbert von Neuenburg (1395/99–1417)

    - Erzstift Besançon
      - Erzbischof: Thiébaud de Rougemont (1405–1429)

    - Hochstift Brandenburg
      - Bischof: Heinrich III. von Bodendiek (1393–1406)
      - Bischof: Henning von Bredow (1406–1414)

    - Erzstift Bremen
      - Erzbischof: Otto II. von Braunschweig-Lüneburg (1395–1406)
      - Erzbischof: Johannes II. von Schlamstorf (1406–1421)

    - Hochstift Brixen
      - Bischof: Ulrich Prustl (1396–1417)

    - Hochstift Cambrai
      - Bischof: Pierre d’Ailly (1398–1411)

    - Hochstift Cammin
      - Bischof: Nikolaus Bock von Schippenbeil (1398–1410)

    - Hochstift Chur
      - Bischof: Hartmann II. von Werdenberg-Sargans (1388–1416)

    - Abtei Corvey
      - Abt: Wilbrand von Hallermund (1398–1408)

    - Hochstift Eichstätt
      - Bischof: Friedrich IV. von Oettingen (1383–1415)

    - Hochstift Freising
      - Bischof: Berthold von Wehingen (1381–1410) (1404–1406 Erzbischof von Salzburg)

    - Abtei Fulda
      - Abt: Johann von Merlau (1395–1440)

    - Hochstift Genf
      - Bischof: Guillaume de Lornay (1388–1408)

    - Hochstift Halberstadt
      - Bischof: Rudolf II. von Anhalt (1401–1406)

    - Hochstift Havelberg
      - Bischof: Otto I. von Rohr (1401–1427)

    - Hochstift Hildesheim
      - Bischof: Johann III. von Hoya (1399–1424)  (1394–1399 Bischof von Paderborn)

    - Hochstift Konstanz
      - Bischof: Marquard von Randegg (1398–1406) (1398 Bischof von Minden)

    - Hochstift Lausanne
      - Bischof:  Guillaume III. de Menthonay (1394–1406)
      - Bischof: Guillaume IV. de Challant (1406–1431)

    - Hochstift Lübeck
      - Bischof: Johannes VI. Hundebeke (1399–1420)

    - Hochstift Lüttich
      - Elekt: Johann VI. von Bayern-Hennegau (1389–1418) (1417–1425 Herzog von Straubing-Holland)

    - Erzstift Magdeburg
      - Erzbischof: Günther II. von Schwarzburg (1403–1445)

    - Hochstift Meißen
      - Bischof: Thimo von Colditz (1399–1410)

    - Hochstift Merseburg
      - Bischof: Otto von Honstein (1403–1406)

    - Hochstift Metz
      - Bischof: Rudolf von Coucy (1387–1415)

    - Hochstift Minden
      - Bischof: Otto IV. von Rietberg (1403–1406)
      - Bischof: Wilbrand von Hallermund (1406–1436)

    - Hochstift Münster
      - Bischof: Otto IV. von Hoya (1392–1424) (1410–1424 Administrator von Osnabrück)

    - Hochstift Naumburg
      - Bischof: Ulrich II. von Radefeld (1394–1409)

    - Hochstift Osnabrück
      - Bischof: Heinrich I. von Schauenburg-Holstein (1402–1410) (1404–1421 Graf von Holstein-Rendsburg)

    - Hochstift Paderborn
      - Bischof: Wilhelm I. von Berg (1400–1414) (1402–1428 Graf von Ravensberg)

    - Hochstift Passau
      - Bischof: Georg von Hohenlohe (1389–1423)

    - Hochstift Ratzeburg
      - Bischof: Detlef von Berkentin (1395–1418)

    - Hochstift Regensburg
      - Bischof: Johann von Moosburg (1384–1409)

    - Erzstift Salzburg
      - Erzbischof: Eberhard III. von Neuhaus (1403–1427)

    - Hochstift Schwerin
      - Bischof: Rudolf von Mecklenburg-Stargard (1390–1415)

    - Hochstift Sitten
      - Bischof: Wilhelm II. von Raron (1402–1417/18) (Römische Obödienz)

    - Hochstift Speyer
      - Bischof: Raban von Helmstatt (1396–1436) (1436–1438 Administrator von Speyer; 1424–1425 Bischof von Utrecht; 1430–1439 Erzbischof von Trier)

    - Hochstift Straßburg
      - Bischof: Wilhelm II. von Diest (1393–1439)

    - Hochstift Toul
      - Bischof: Philipp II. de la Ville-sur-Illon (1399–1409)

    - Hochstift Trient
      - Bischof: Georg I. von Liechtenstein-Nikolsburg (1390–1419)

    - Hochstift Utrecht
      - Bischof: Friedrich III. von Blankenheim (1393–1423) (1375–1393 Bischof von Straßburg; 1391–1393 Bischof von Basel)

    - Hochstift Verden
      - Bischof: Konrad III. von Soltau (1400–1407)

    - Hochstift Verdun
      - Bischof: Johann VI. von Saarbrücken (1403/04–1419)

    - Hochstift Worms
      - Bischof: Matthäus von Krakau (1405–1410)

    - Hochstift Würzburg
      - Bischof: Johann I. von Egloffstein (1400–1411)

  - weltliche Fürstentümer
    - Anhalt
      -  Fürstentum Anhalt-Bernburg
        - Fürst: Bernhard V. (1404–1420)

      -  Fürstentum Anhalt-Köthen
        - Fürst: Georg I. (1405–1474)

      -  Anhalt-Zerbst
        - Fürst: Albrecht III. (1382/96–1424)

    - Baden
      - Markgraf: Bernhard I. (1372–1431)

    - Bayern
      - Bayern-Ingolstadt
        - Herzog: Stephan III. der Kneißl (1375/92–1413)

      - Bayern-Landshut
        - Herzog: Heinrich XVI. (1393–1450)

      - Bayern-München (gemeinsame Herrschaft)
        - Herzog: Ernst (1397–1438)
        - Herzog: Wilhelm III. (1397–1435)

      - Bayern-Straubing-Holland
        - Herzog: Johann III. Ohnegnade (1404–1425) (in Straubing)
        - Herzog: Wilhelm II. (1404–1417)  (in den Niederlanden)

    - Berg (1348–1395 Personalunion mit Ravensberg)
      - Herzog: Wilhelm II. (1360–1408) (bis 1380 Graf)

    - Brabant und Limburg
      - Herzogin: Johanna (1356–1406)
      - Herzog: Anton von Burgund (1406–1415)

    - Herzogtum Braunschweig-Lüneburg
      - Braunschweig-Göttingen
        - Herzog: Otto II. (1394–1463)

      - Braunschweig-Grubenhagen
        - Herzog: Erich I. (1383–1427) (bis 1389 unter Vormundschaft)

      - Braunschweig-Lüneburg (1400–1409 in Personalunion mit Braunschweig-Wolfenbüttel)
        - Herzog: Bernhard I. (1388–1409) (1428–1434)
        - Herzog: Heinrich I. der Milde (1388–1416)

      - Braunschweig-Wolfenbüttel (1400–1409 in Personalunion mit Braunschweig-Lüneburg)
        - Herzog: Bernhard I. (1400–1428)
        - Herzog: Heinrich I. der Milde (1388–1409)

    - Flandern (Personalunion mit Burgund)
      - Graf: Johann Ohnefurcht (1404/5–1419)

    - Geldern (1393–1423 in Personalunion mit Jülich)
      - Herzog: Rainald IV. (1402–1423)

    - Hanau (gemeinsame Herrschaft)
      - Herr: Reinhard II. (1404–1451) (ab 1429 Graf)
      - Herr: Johann (1404–1411)

    - Hennegau (Personalunion mit Holland)
      - Graf: Wilhelm IV. (1404–1417)

    - Hessen
      - Landgraf: Hermann II. (1376–1413)

    - Hohenzollern
      - schwarzgräfliche Linie
        - Graf: Friedrich X. (1377/79–1412)

      - Straßburger Linie
        - Graf: Eitel Friedrich I. (1401–1439) (südlicher Teil)
        - Graf: Friedrich XII. der Oettinger (1401–1426) (nördlicher Teil)

    - Holland (Personalunion mit Hennegau)
      - Graf: Wilhelm VI. (1404–1417)

    - Jülich (1393–1423 in Personalunion mit Geldern)
      - Herzog: Rainald I. (1402–1423)

    - Kleve
      - Graf: Adolf II. (1394–1448) (ab 1417 Herzog)

    - Lippe
      - Herr: Simon III. (1360–1410)

    - Lothringen
      - Herzog: Karl II. (1390–1431)

    - Mecklenburg
      - Mecklenburg-Schwerin (gemeinsame Herrschaft)
        - Herzog: Albrecht III. (1384–1412) (1364–1389 König von Schweden)
        - Herzog: Johann IV. (1384–1422)

      - Mecklenburg-Stargard (1392/3–1408 gemeinsame Herrschaft)
        - Herzog: Johann II. (1392/3–1416)
        - Herzog: Ulrich I. (1392/3–1417)

    - Nassau
      - walramische Linie
        - Nassau-Idstein
          - Graf: Adolf II. (1393–1426)

        - Nassau-Weilburg
          - Graf: Philipp I. (1371–1429) (1381–1429 Graf von Saarbrücken)

      - ottonische Linie
        - Nassau-Beilstein (gemeinsame Herrschaft)
          - Graf: Heinrich II. (1378/80–1412)
          - Graf: Reinhard (1378/80–1414/18)

        - Nassau-Dillenburg
          - Graf: Johann I. (1350–1416)

    - Nürnberg
      - obergebirgischer Teil
        - Burggraf Johann III. (1397–1420)

      - untergebirgischer Teil
        - Burggraf: Friedrich VI. (1397–1427) (1415–1440 Markgraf von Brandenburg)

    - Oldenburg (gemeinsame Herrschaft)
      - Graf: Christian VI. (1403–1421)
      - Graf: Dietrich (1403–1440)
      - Graf: Moritz II. (1401–1427)

    - Ortenburg
      - Graf: Georg I. (1395–1422)

    - Pommern
      - Pommern-Stettin
        - Herzog: Swantibor I. (1368–1413)

      - Pommern-Stolp
        - Herzog: Bogislaw VIII. (1395–1418)

      - Pommern-Wolgast
        - Herzog: Wartislaw VIII. (1394–1415)

    - Ravensberg
      - Graf: Wilhelm II. (1402–1428)

    - Sachsen-Lauenburg (Askanier)
      - Herzog: Erich IV. (1401–1411) (1368–1401 Herzog von Sachsen-Lauenburg-Ratzeburg-Lauenburg)

    - Waldeck
      - Waldeck-Landau
        - Graf: Adolf III. (1397–1431)

      - Waldeck-Waldeck
        - Graf: Heinrich VII. (1397–1442/4)

    - Württemberg
      - Graf: Eberhard III., der Milde (1392–1417)

- Italienische Staaten
  - Este
    - Markgraf: Azzo IX. (1384–1415)

  - Ferrara, Modena und Reggio
    - Herr: Niccolò III. d’Este (1393–1441)

  - Genua
    - von Frankreich besetzt (1396–1413)

  - Kirchenstaat
    - Papst: Innozenz VII. (1404–1406)
    - Papst: Gregor XII. (1406–1415)

  - Mailand
    - Herzog: Giovanni Maria Visconti (1402–1412)

  - Mantua
    - Graf: Francesco I. Gonzaga (1382–1407)

  - Montferrat
    - Markgraf: Theodor II. (1381–1418)

  - Neapel
    - König: Ladislaus (1386–1414)

  - Rimini
    - Herr: Carlo Malatesta (1385–1429)

  - Saluzzo
    - Markgraf: Thomas III. (1391–1416)

  - San Marino
    - Capitano Reggente: Marino di Ghino (1405–1406)
    - Capitano Reggente: Foschino di Benedetto Madroni (1405–1406)
    - Capitano Reggente: Giovanni di Francesco de' Pistorj (1406)
    - Capitano Reggente: Giovanni di Nino de' Gherardi (1406)
    - Capitano Reggente: Antonio Lunardini (1406–1407)
    - Capitano Reggente: Giovanni di Pasino (1406–1407)

  - Savoyen
    - Graf: Amadeus VIII. (1391–1434/39) (ab 1416 Herzog)

  - Sizilien
    - König: Martin I. (1392–1409)

  - Venedig
    - Doge: Michele Steno (1400–1413)

- Moldau
  - Fürst: Alexander der Gute (1400–1432)

- Monaco
  - Seigneur (im Exil): Rainier II. (1357–1407)

- Norwegen
  - Königin: Margarethe I. (1380–1412)

- Osmanisches Reich
  - Sultan: Streit über die Thronfolge (1402–1413)

- Polen
  - König: Władysław II. Jagiełło (1386–1434)

- Portugal
  - König: Johann I. (1385–1433)

- Russland
  - Großfürst: Wassili I. (1389–1425)

- Schottland
  - König: Robert III. (1390–1406)
  - König: Jakob I. (1406–1437)

- Schweden
  - Königin: Margarethe I. (1380–1412)

- Spanische Staaten
  - Aragon
    - König: Martin I. (1396–1410) (1409–1410 König von Sizilien)

  - Granada
    - Herrscher Nasriden: Muhammad VII. (1392–1408)

  - Kastilien
    - König: Heinrich III. (1390–1406)
    - König: Johann II. (1406–1454)

  - Navarra
    - König: Karl III. (1387–1425)

  - Urgell
    - Graf: Peter (1347–1408)

- Ungarn
  - König: Sigismund (1387–1437)

- Walachei
  - Fürst: Mircea der Alte (1386–1394) (1397–1418)

- Zeta
  - Fürst: Balša III. (1403–1421)

- Zypern
  - König: Janus (1398–1432)